# 戴维·M·波特
戴维·M·波特（1910年12月6日—1971年2月18日）是一位美国历史学家，专攻美國南部历史和美国内战的研究，毕业于耶魯大學，主要作品有获得1977年普利策历史奖的《危机将至：内战前的美国，1848-1861》（The Impending Crisis, 1848–1861）等。